# Pavel Trávníček
Pavel Trávníček (ur. 26 października 1950 w Konicach) – czeski aktor.
Studiował w Akademii Sztuk Scenicznych im. Leoša Janáčka w Brnie. Zagrał rolę księcia w filmie Trzy orzeszki dla Kopciuszka z 1973 roku.
W 2020 roku został odznaczony Medalem Za Zasługi I stopnia.

## Filmografia (wybór)
- 1973: Trzy orzeszki dla Kopciuszka
- 1976: Sebechlebskí hudci
- 1976: Čas lásky a naděje
- 1977: Příběh lásky a cti
- 1979: Drsná Planina
- 1980: Svítalo celou noc
- 1982: Trzeci książę
- 1984: Kukačka v temném lese
- 1985: Podivná přátelství herce Jesenina
- 2014: Bardi